# Sel·laïta
La sel·laïta és un mineral de la classe dels halurs. El seu nom prové de Quintino Sella, un enginyer de mines i mineralogista italià. S'ha descrit a tots els continents, principalment en dolomies bituminoses i anhidres en morrenes glacials.
La sel·laïta és un halur de fórmula química MgF₂. Cristal·litza en el sistema tetragonal. La seva duresa a l'escala de Mohs és 5 a 5,5. Segons la classificació de Nickel-Strunz es troba classificada al grup 3.AB. (halurs simples sense aigua). Comparteix grup amb els següents minerals: fluorocronita, tolbachita, coccinita, cloromagnesita, lawrencita, scacchita, fluorita, frankdicksonita, strontiofluorita, tveitita-(Y), gagarinita-(Y), gagarinita-(Ce) i polezhaevaïta-(Ce).